# Guillotines for Drama Queens
Guillotines for Drama Queens es el segundo álbum de estudio de la banda norteamericana Have Fun Dying. Fue publicado en el 2005.

## Pistas
1. Holden Caulfield Syndrome
2. Heavy Metal Vomit Party
3. Forget Me Not
4. Drunk People Have No Tact
5. So Sorry for Saturday
6. Mussolini from the Balcony
7. Pheremones
8. Vampires and Werewolves Will Avenge My Death
9. Vultures (Waste Your Time With Me)
10. Clearer Heads Prevail
11. Compromise Yourself
12. Fiasco
13. Is This Infatuation, Or Am I Just Horny?
14. Greedy Eyes Steal Glances

- Datos: Q5889081